# Canadian Open Tag Team Championship
Il Canadian Open Tag Team Championship, promosso saltuariamente come NWA Canadian Tag Team Championship (Toronto version) e come International Tag Team Championship nella zona di New York, è stato un titolo della divisione tag attivo principalmente in Canada e riconosciuto dalla  National Wrestling Alliance (NWA).
Il titolo fu attivo dal 1952 al 1961, quando fu sostituito dall'International Tag Team Championship.

## Storia
Il titolo iniziò ad essere promosso nel 1952, come riconoscimento nazionale unico per la zona del Canada, venendo adottato da più federazioni. La National Wrestling Alliance non riconobbe mai questo titolo, ma lasciò che venisse promosso nei suoi territori, che di tanto in tanto lo promossero non ufficialmente come NWA Canadian Tag Team Championship, nonostante questa dicitura non fosse concordata dalla NWA stessa. 
Il titolo rimase attivo per tutti gli anni '50, venendo disattivato nel giugno del 1961 e sostituito nella zona da una versione dell'International Tag Team Championship, anch'essa non sanzionata ufficialmente dalla NWA.

## Albo d'oro
| Legenda  |                                                                               |
| -------- | ----------------------------------------------------------------------------- |
| #        | Indica il numero del regno titolato                                           |
| Regno    | Viene indicato il numero del regno del campione                               |
| Data     | La data in cui il titolo è stato vinto                                        |
| Località | Indica il luogo in cui il titolo è stato vinto                                |
| Note     | Indica notizie particolari riguardanti i cambi di titolo o altre informazioni |

| #  | Campione                                     | Regno | Data              | Giorni | Località          | Evento     | Note | Fonti |
| -- | -------------------------------------------- | ----- | ----------------- | ------ | ----------------- | ---------- | --- | ----- |
| 1  | Pat Flanagan e Whipper Billy Watson          | 1     | 28 agosto 1952    | 105    | Toronto, Ontario  | House show | In un torneo per decretare i campioni inaugurali, sconfiggendo in finale Lord Athol Layton e Hans Hermann. |       |
| 2  | Lou Plummer e Dick Raines                    | 1     | 11 dicembre 1952  | 196    | Toronto, Ontario  | House show | |       |
| 3  | Yvon Robert e Whipper Billy Watson (2)       | 1     | 25 giugno 1953    | 154    | Toronto, Ontario  | House show | |       |
| 4  | Al Mills e Tiny Mills                        | 1     | 26 novembre 1953  | 49     | Toronto, Ontario  | House show | |       |
| 5  | Hombre Montana e Whipper Billy Watson (3)    | 1     | 14 gennaio 1954   | 28     | Toronto, Ontario  | House show | |       |
| 6  | Al Mills e Tiny Mills                        | 2     | 11 febbraio 1954  | 111    | Toronto, Ontario  | House show | |       |
| 7  | Tex McKenzie e Whipper Billy Watson (4)      | 1     | 2 giugno 1954     | 36     | London, Ontario   | House show | |       |
| 8  | Great Togo e Tosh Togo                       | 1     | 8 luglio 1954     | 112    | Toronto, Ontario  | House show | Tosh Togo e Pat Fraley, sostituto di Great Togo, vennero sconfitti il 28 settembre 1954 da Jack Claybourne e Luther Lindsay, ma il cambio di titolo fu riconosciuto solo ad Hamilton.                                                                |       |
| 9  | Jack Claybourne e Luther Lindsay             | 1     | 28 ottobre 1954   | 42     | Toronto, Ontario  | House show | Sconfiggendo i Togo per essere riconosciuti come campioni unici. |       |
| 10 | Ivan Kalmikoff e Karol Kalmikoff             | 1     | 9 dicembre 1954   | 21     | Toronto, Ontario  | House show | |       |
| 11 | Paul Baillargeon e Whipper Billy Watson (5)  | 1     | 30 dicembre 1954  | 21     | Toronto, Ontario  | House show | |       |
| 12 | Al Mills e Tiny Mills                        | 3     | 20 gennaio 1955   | 56     | Toronto, Ontario  | House show | |       |
| 13 | Ivan Kalmikoff e Karol Kalmikoff             | 2     | 17 marzo 1955     | 119    | Toronto, Ontario  | House show | |       |
| 14 | Lord Athol Layton e Whipper Billy Watson (6) | 1     | 14 luglio 1955    | 103    | Toronto, Ontario  | House show | |       |
| 15 | Fritz Von Erich e Karl Von Schober           | 1     | 25 ottobre 1955   | 48     | Toronto, Ontario  | House show | |       |
| 16 | Ilio DiPaolo e Whipper Billy Watson (7)      | 1     | 12 dicembre 1955  | 17     | Toronto, Ontario  | House show | |       |
| 17 | Fritz Von Erich e Karl Von Schober           | 2     | 29 dicembre 1955  | 231    | Toronto, Ontario  | House show | |       |
| 18 | Guy Brunetti e Joe Brunetti                  | 1     | 16 agosto 1956    | 35     | Toronto, Ontario  | House show | |       |
| 19 | Hard Boiled Haggerty e Dick Hutton           | 1     | 20 settembre 1956 | 7      | Toronto, Ontario  | House show | |       |
| 20 | Guy Brunetti e Joe Brunetti                  | 2     | 27 settembre 1956 | 138    | Toronto, Ontario  | House show | I Brunetti furono sconfitti per squalifica da Mr. Moto e Mr. Hito il 25 ottobre 1956 ed entrambi i titoli iniziarono a considerarsi campioni. I Brunetti vinsero uno spareggio il 6 febbraio 1957, ma il regno è considerato un prosieguo di questo. |       |
| 21 | Bill Miller e Ed Miller                      | 1     | 12 febbraio 1957  | 86     | Hamilton, Ontario | House show | |       |
| 22 | Pat O'Connor e Whipper Billy Watson (8)      | 1     | 9 maggio 1957     | 175    | Toronto, Ontario  | House show | |       |
| 23 | Gene Kiniski e Fritz Von Erich (3)           | 1     | 31 ottobre 1957   | 105    | Toronto, Ontario  | House show | |       |
| 24 | Whipper Billy Watson (9) e Yukon Eric        | 1     | 13 febbraio 1958  | 35     | Toronto, Ontario  | House show | |       |
| 25 | Reggie Lisowski e Stan Lisowski              | 1     | 20 marzo 1958     | 63     | Toronto, Ontario  | House show | |       |
| 26 | Bobo Brazil e Whipper Billy Watson (10)      | 1     | 22 maggio 1958    | 21     | Toronto, Ontario  | House show | |       |
| 27 | Ivan Kalmikoff (3) e Nikita Kalmikoff        | 1     | 12 giugno 1958    | 28     | Toronto, Ontario  | House show | |       |
| 28 | Dara Singh e Yukon Eric (2)                  | 1     | 10 luglio 1958    | 28     | Toronto, Ontario  | House show | |       |
| 29 | Reggie Lisowski e Stan Lisowski              | 2     | 7 agosto 1958     | 21     | Toronto, Ontario  | House show | |       |
| 30 | Bernard Vignal e Whipper Billy Watson (11)   | 1     | 28 agosto 1958    | 27     | Toronto, Ontario  | House show | |       |
| 31 | Ivan Kalmikoff (4) e Nikita Kalmikoff (2)    | 2     | 24 settembre 1958 | 50     | London, Ontario   | House show | |       |
| 32 | Whipper Billy Watson (12) e Yukon Eric (2)   | 2     | 13 novembre 1958  | 350    | Toronto, Ontario  | House show | |       |
| 33 | Don Leo Jonathan e Gene Kiniski (2)          | 1     | 29 ottobre 1959   | 45     | Toronto, Ontario  | House show | |       |
| 34 | Ilio DiPaolo (2) e Whipper Billy Watson (13) | 2     | 13 dicembre 1959  | 92     | Toronto, Ontario  | House show | |       |
| 35 | Ivan Kalmikoff (5) e Karol Kalmikoff (3)     | 3     | 14 marzo 1960     | 38     | Toronto, Ontario  | House show | |       |
| 36 | Ilio DiPaolo (3) e Whipper Billy Watson (14) | 3     | 21 aprile 1960    | 112    | Toronto, Ontario  | House show | |       |
| 37 | Doc Gallagher e Mike Gallagher               | 1     | 11 agosto 1960    | 7      | Toronto, Ontario  | House show | |       |
| 38 | Ilio DiPaolo (4) e Whipper Billy Watson (15) | 4     | 18 agosto 1960    | 133    | Toronto, Ontario  | House show | |       |
| 39 | Tiny Mills (4) e Stan Kowalski               | 1     | 29 dicembre 1960  | 28     | Toronto, Ontario  | House show | |       |
| 40 | Ilio DiPaolo (5) e Billy Red Lyons           | 1     | 26 gennaio 1961   | --     | Toronto, Ontario  | House show | |       |
| —  | Disattivato                                  | —     | giugno 1961       | —      | —                 | —          | Il titolo fu disattivato nel giugno 1961 e rimpiazzato con l'nternational Tag Team Championship. |       |